# Cantone di Romilly-sur-Seine
Il Cantone di Romilly-sur-Seine è una divisione amministrativa dell'arrondissement di Nogent-sur-Seine.
È stato costituito a seguito della riforma approvata con decreto del 21 febbraio 2014, che ha avuto attuazione dopo le elezioni dipartimentali del 2015.

## Composizione
I comuni appartenenti al cantone sono i seguenti 6:
- Crancey
- Gélannes
- Maizières-la-Grande-Paroisse
- Pars-lès-Romilly
- Romilly-sur-Seine
- Saint-Hilaire-sous-Romilly